# Heidenburg
Heidenburg là một đô thị ở huyện Bernkastel-Wittlich, trong bang Rheinland-Pfalz, Đô thị Heidenburg có diện tích 9,49 km², dân số thời điểm ngày 31 tháng 12 năm 2006 là 749 người.